# Enrico Falqui (escritor)
Enrico Falqui (Frattamaggiore, Nápoles, Italia, 12 de octubre de 1901 - Roma, Italia, 16 de marzo de 1974) fue un escritor y crítico literario italiano.

## Biografía
Nacido en el interior de Nápoles de padres sardos, no tenía grados académicos ni otros títulos, pero fue autor de varios ensayos y un importante editor de bibliografías y antologías. De 1929 a 1936, fue redactor jefe de la revista L'Italia Letteraria, colaborando también con muchas otras revistas, como Humanitas, Circoli (de la que fue codirector con Adriano Grande), Quadrivio, Pegaso, Pan, Primato, Nuova Antologia, Oggi y varias otras.
En 1930 compiló la antología Scrittori Nuovi, editada junto con Elio Vittorini. A partir de 1935, mantuvo una relación afectiva y artística con la escritora Gianna Manzini. También colaboró en una colección de léxico marinero (con Angelico Prati) en el Dizionario di marina medievale e moderna (1937). Durante la Segunda Guerra Mundial (cuando escribió en la Gazzetta del Popolo de Turín), e inmediatamente después (escribiendo en Risorgimento Liberale), siguió defendiendo el valor de la literatura italiana del siglo XX. A partir de 1948, editó la tercera página de Il Tempo. Las diez series de volúmenes de Novecento letterario recogen la mayoría de sus aportaciones, ricas en recomendaciones y descubrimientos. Fue, sobre todo para Dino Campana y Curzio Malaparte, descubridor de obras inéditas y editor de referencia.
Durante el periodo de colaboración con L'Italia Letteraria descubrió e involucró como ilustrador al pintor Scipione, cuya correspondencia publicó en 1943. Anteriormente había sido asesor de la editorial Carabba de Lanciano. Luego, dirigió varias series, como Il centonovelle para Bompiani, Opera prima para Garzanti e II nuovo filo di Arianna para Vallardi. Editó los índices de revistas históricas y las ediciones de obras de autores como Bruno Barilli, Gasparo Gozzi, Enrico Pea, Scipione (Carte segrete, 1943), Lorenzo Magalotti, Alberto Cecchi (La parete di cristallo, scritti teatrali, 1943), Didimo Chierico, Torquato Tasso, Igor Man, Lina Pietravalle, Nino Savarese, Corrado Govoni, Giuseppe De Robertis, Vincenzo Cardarelli, así como los ya mencionados Campana y Malaparte.
En 1945 fundó la revista trimestral Poesia, que dirigió hasta el último número en diciembre de 1948, desde su casa en el rione de Prati, en Roma.
Los papeles y libros de su biblioteca fueron adquiridos en 1976 por la Biblioteca Nacional Central de Roma, donde se le ha dedicado una sala.

## Obras
- (ed.), Scrittori nuovi. Antologia italiana contemporanea, Lanciano: Carabba, 1930 (en colaboración con Elio Vittorini, prefacio de Giovanni Battista Angioletti); reimpresión anastática 2006
- (ed.), Antologia della prosa scientifica italiana del Seicento, Roma: Augustea, 1930; Firenze, Vallecchi, 1943
- La palla al balzo, Lanciano: Carabba, 1932
- (ed.), Il fiore della lirica italiana dalle origini a oggi, Lanciano; Carabba, 1933 (en colaboración con Aldo Capasso, con un ensayo de Alfredo Gargiulo)
- Rosso di sera, Roma: Novissima, 1934
- La casa in piazza, Roma: Novissima, 1936
- Sintassi, Milano: Panorama, 1936
- (ed.), Capitoli. Per una storia della nostra prosa d'arte, Milano: Panorama, 1938; Milano: Mursia, 1964
- Pezze d'appoggio. Appunti bibliografici sulla letteratura italiana contemporanea, Firenze: Le Monnier, 1938; 19402; Roma: Casini, 19513
- Ricerche di stile, Firenze: Vallecchi, 1939
- Di noi contemporanei. Sforbiciature, Firenze: Parenti, 1940
- (ed.), Beltempo. Almanacco delle lettere e delle arti, 2 voll., Roma: Edizioni della Cometa, 1940-41 (en colaboración con Libero de Libero)
- D'Annunzio e noi, Padova: Liviana, 1948
- La letteratura del ventennio nero, Roma: Edizioni della bussola, 1948
- (ed.), In giro per le corti d'Europa. Antologia della prosa diplomatica del Seicento italiano, Roma: Colombo, 1949
- (ed.), Scritti di corte e di mondo, Roma: Colombo, 1949
- Pietà per i vivi, Catania: Camene, 1950
- Prosatori e narratori del Novecento italiano, Torino: Einaudi, 1950
- Tra racconti e romanzi del Novecento, Messina: D'Anna, 1950
- Elogio del piccolo formato, Milano: All'insegna del pesce d'oro, 1953 (con apéndice de Raffaele Carrieri)
- (ed.), Il Futurismo. Il Novecentismo, Torino: ERI, 1953
- (ed.), Inchiesta sulla terza pagina, Torino: ERI, 1953 (con prefacio de Carlo Emilio Gadda)
- (ed.), Novecento letterario, 10 voll., Firenze, Vallecchi, 1954-69
- La giovane poesia. Saggio e repertorio, Roma: Colombo, 1956, 19572
- (ed.), Antologia della rivista "900", Torino: Edizioni dell'Albero, 1958
- Bibliografia e iconografia del futurismo, Firenze: Sansoni, 1959; Firenze: Le lettere, 1988
- Per una cronistoria dei "Canti orfici", Firenze: Vallecchi, 1960
- (ed.), Caffè letterari, 2 voll., Roma: Canesi, 1962
- (ed.), Nostra Terza pagina, Roma: Canesi, 1964
- La gran baraonda, Milano : Martello, 1966
- (ed.), Tutte le poesie della "Voce", Firenze: Vallecchi, 1966
- Giornalismo e letteratura, Milano: Mursia, 1969
- (ed.), Antologia di scrittori laziali contemporanei, Alpignano: Tallone, 1972